# Hulda von Levetzow
Hulda von Levetzow (geb. von Schönberg; * 8. August 1863 in Graz; † 2. September 1947 in Pulsnitz) war eine deutsche Schriftstellerin.

## Leben

### Herkunft und Privatleben
Sie entstammte der Reichstädter Linie des sächsischen Uradelsgeschlechts Schönberg und war das zweite von vier Kindern von Kaspar Hugo von Schönberg (1833–1890) und der Italienerin Euphrosine Maria Magdalena Margherita Cypriana von Schönberg (geb. Burani; 1836–1915). Ihr Vater war Herr auf Schloss Reichstädt und Schloss Purschenstein, königlich sächsischer Kammerherr sowie kaiserlich und königlicher österreichischer Oberleutnant. Die Eltern ließen sich 1868 scheiden. 
Am 11. April 1887 heiratete Hulda in Reichstädt Ferdinand Friedrich Wilhelm von Levetzow (1862–1893) aus der dänisch-schleswigschen Linie eines alten mecklenburgischen Adelsgeschlechtes. Die kinderlose Ehe wurde allerdings bereits am 4. Mai 1888 wieder geschieden – am selben Tag, an dem auch Huldas Schwiegereltern vor den Scheidungsrichter traten. In der Folge heiratete Huldas Vater 1889 ihre ehemalige Schwiegermutter Marie Wilhelmine von Hedemann. Die romantischen Wirrungen der beiden Familien lösten in konservativen Adelskreisen starke Irritationen aus.
Hulda von Levetzow behielt ihren Ehenamen auch nach der Scheidung bei. Zwischen 1895 und 1920 lebte sie unter verschiedenen Adressen in Hamburg. Anschließend zog sie nach Klotzsche bei Dresden. Ihre letzten Jahre verbrachte sie schließlich als Empfängerin einer Invalidenrente in Pulsnitz.

### Berufliche Karriere
Im Jahr 1896 veröffentlichte sie das Buch Lies und Lene – Die Schwestern von Max und Moritz, das von Franz Maddalena illustriert wurde. Es steht in einer Reihe zeitgenössischer Nachahmungen des 1865 von Wilhelm Busch publizierten Werkes Max und Moritz. Von Levetzow orientierte sich inhaltlich und textstrukturell stark am Vorbild; es gibt allerdings auch deutliche Unterschiede. So handelt das Buch von zwei Mädchen aus Bremen, die Urlaub auf Norderney machen und dort zufälligen Opfern im öffentlichen Raum böse Streiche spielen. Am Ende werden sie von einem Wal gefressen. Das Buch wurde in Deutschland bis 1950 in verschiedenen Auflagen, später auch mit neuen Illustrationen und unter abweichenden Titeln wie beispielsweise Lies und Lene – Das bekannte Schwesternpaar oder Einige Geschichten der schlimmen Schwestern von Max und Moritz Lies und Lene publiziert. Binyamin Klar (1901–1948) übersetzte es 1942 unter dem Titel Rūt we-Rinnāh (de.: Ruth und Rina) ins Ivrit. Dabei hebräisierte er die Namen aller vorkommenden Personen und verlegte die Handlung nach Tel Aviv. Darüber hinaus erschien 1952 die portugiesische Version Sinhaninha e Maricota, übersetzt von Colina Lion und Carlos Lébeis, in São Paulo. 
Während der Jahre in Hamburg gab Hulda von Levetzow als Berufsbezeichnung „Repräsentantin“ an, war also vermutlich als Handelsvertreterin tätig.

## Publikationen
- Hulda von Levetzow: Lies und Lene – Die Schwestern von Max und Moritz. Eine Buschiade für Groß und Klein in sieben Streichen. Verlag Gustav Fritzsche, Hamburg, 1896.